# Eutetrapha chlorotica
Eutetrapha chlorotica là một loài bọ cánh cứng trong họ Cerambycidae.